# Akomatu

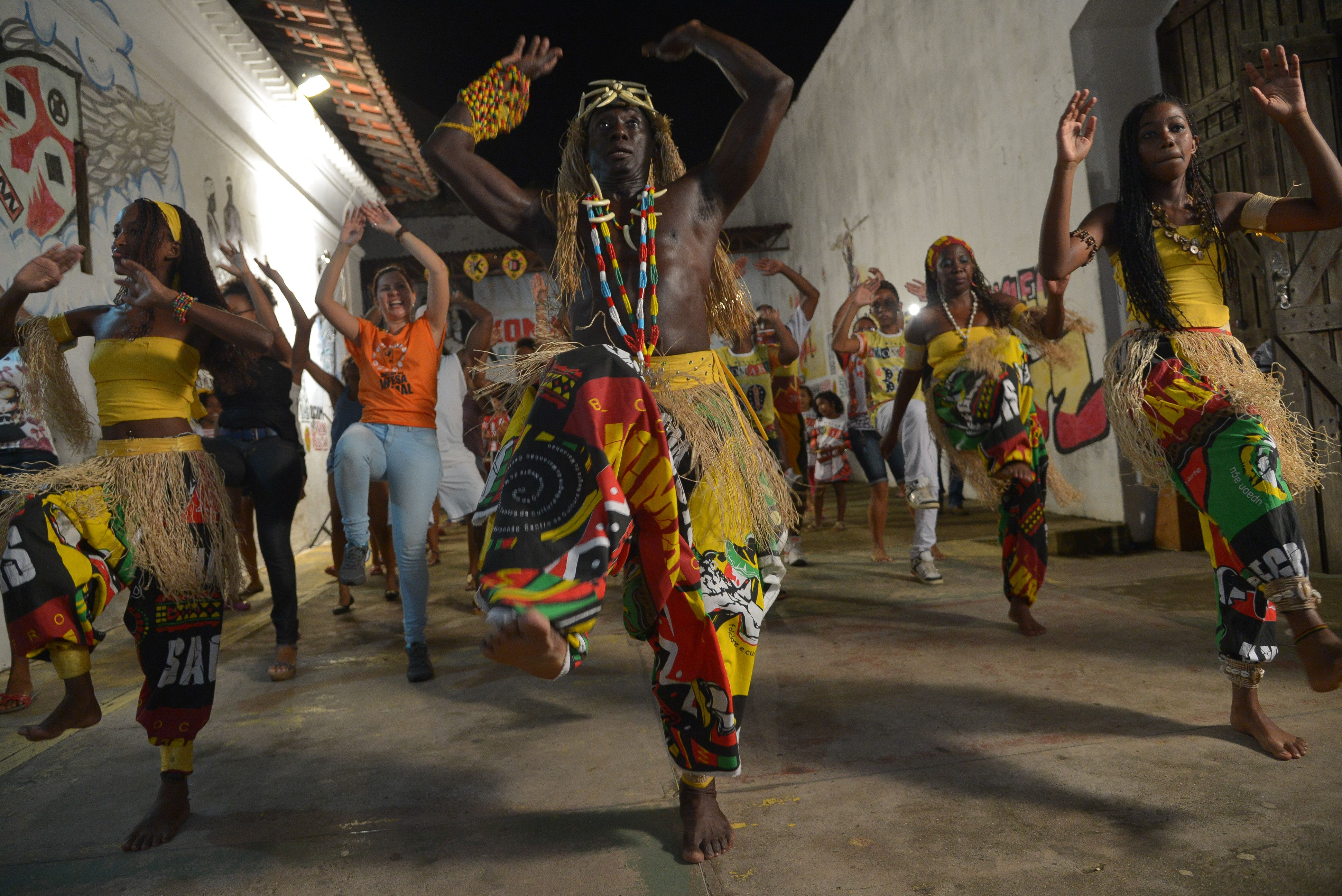
Primeiro bloco afro do Maranhão, Akomabu completa 30 anos durante o carnaval de 2014 (Wilson Dias/Agência Brasil)

Akomabu é um bloco afro de São Luís (Maranhão), considerado um dos mais importantes e tradicionais da cidade.